# Patricia McKillop
Patricia McKillop   (Bulawayo, 15 de juliol de 1956) va ser una esportista zimbabuesa que va competir durant la dècada de 1970. Destacà com a jugadora d'hoquei sobre herba, però també jugà a bàsquet, representant a Matabelelàndia, i a golf.
El 1980 va prendre part en els Jocs Olímpics de Moscou, on guanyà la medalla d'or en la competició d'hoquei sobre herba.